# Sándor Kőrösi Csoma

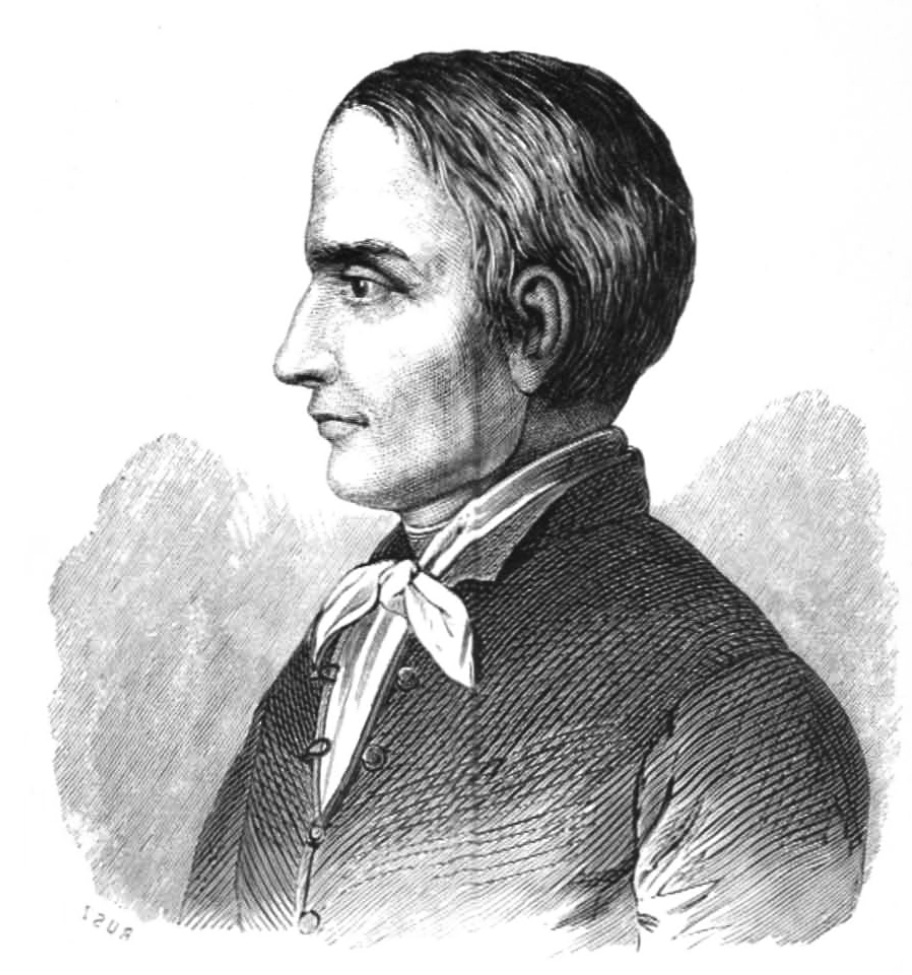
Sándor Kőrösi Csoma.

Sándor Kőrösi Csoma, född den 27 mars 1784 i Kőrös, Seklerlandet, död den 11 april 1842 i Darjeeling, var en ungersk språkforskare och orientalist. 
Csoma vistades 1815-18 för studier i Göttingen och fattade där beslutet att uppsöka magyarernas urhem i det inre av Asien samt lärde sig under flerårig vistelse i ett buddhistiskt kloster tibetanska språket. Åren 1820-31 genomreste han Egypten, Syrien, Buchara, Punjab, Kashmir med flera länder.
År 1831 anställdes han som bibliotekarie hos Asiatic Society i Calcutta. Csoma hade erhållit tillåtelse av Dalai Lama att besöka Lhasa, då han plötsligt avled 1842 i Darjeeling i övre Bengalen. Csoma gjorde det tibetanska språket och litteraturen tillgängliga för den europeiska vetenskapen, framför allt genom sina banbrytande arbeten A grammar of the Tibetan language (1834) och Essay towards a dictionary Tibetan and English (1835).